# The Luis Jiménez Show

The Luís Jiménez Show  es el programa matutino de radio en español número uno de la ciudad de Nueva York. Es emitido desde la emisora X 96.3 New York ( MHz)  y transmitido en vivo a diferentes mercados en Estados Unidos, tales como Philadelphia, PA  Tampa, Miami & Orlando, FL, New York, NY, Hartford, CT.

## Historia
Durante las primeras dos semanas de enero del 2007,  nuevas transmisiones del programa  El Vacilón de la Mañana  fueron interrumpidas y solo eran transmitidos programas pregrabados. Todo esto coincidiendo con la salida de Luis Jiménez del programa. Luis Jiménez firmó un contrato con la Cadena Univisión Radio, pero ese contrato le impedía con anteriores acuerdos no competitivos, ventilar cualquier programa nuevo en Nueva York durante el intervalo de tiempo asignado a El Vacilón hasta 2008.
EL 21 de febrero de 2007, Luís Jiménez empezó a producir su propio programa: The Luís Jiménez Show  y empezó a ser transmitido en varias ciudades de los EE.UU, tales como Dallas, Chicago, Los Angeles, entre otras, a través de las diferentes estaciones de la cadena Univision Radio. En enero del 2008, El programa  The Luís Jiménez Show llegó a Nueva York , ocupando instantáneamente el puesto número #3 en el mercado.
Sólo algunos miembros del Vacilón de la Mañana los siguieron. Estos fueron: "Yun-Yun", "DJ Chucky" (Director Musical), Metadona y su productora María Alma. Más tarde le siguieron "Sonny Flow", (editor de Sonido), y Rubén "El Moreno" (famoso por sus bromas telefónicas)  que pasó a formar parte del Programa. En 2011 "Bocachula" y "El Shorty",  se unieron al show después de presentarse y enmedar las cosas con Luis Jiménez en el programa en vivo.

## Sobre el Programa
El Show de Luís Jiménez tiene varios elementos clave: Bromas telefónicas, Parodias Musicales, sketches cómicos, comentarios humorísticos sobre noticias ordinarias o raras, y un segmento de Línea abierta.
El protagonista del programa es Luís Jiménez (Nacido el 26 de marzo de 1970 en San Juan, Puerto Rico). Jiménez tiene varias personas a su alrededor que lo ayudan con el desenvolvimiento del programa.
Algunos de sus colaboradores habituales han sido: Fay (una coanfitriona lesbiana Colombiana-Puertorriquena), que formó parte del programa hasta su salida a finales del 2010, Speedy, Guebín, Metadona (Ex Capo y experta en el Abuso de sustancias controladas), Rubén “El Moreno” (Experto en bromas telefónicas) y Alma (productora). Hay otros miembros en el show con roles menores tales como Negra Pola, Deebo, (un Nuyorican del Bronx que no sabe hablar bien ni inglés ni español) y “Las gemelas de Luís”,  un par de gemelas latinoamericanas también conocidas como “Lulu and Lala”.
Cada miembro del equipo es conocido por tener un defecto autodeclarado. Por ejemplo, Luis Jiménez afirma tener pene pequeño e hipospadias, Metadona es supuestamente una Ex adicta que sufre ahora muchas disfunciones del habla, y así sucesivamente.

## Bromas telefónicas
Las llamadas telefónicas son presentadas en un segmento llamado Dando Lata  en el cual víctimas son llamadas a sus hogares o trabajos y son provocadas con temas delicados o íntimos. Estas Llamadas en broma se hacen por solicitud de amigos o familiares de las víctimas.
En 2004 Rubén Ithier (alias Rubén El Moreno) fue deportado de vuelta a su país de origen, la República Dominicana, por lo que esta sección fue suspendida de  El Vacilón. Por aquellos días fue recontratado por el Show de Luis Jiménez para hacer sus bromas desde el extranjero. Al principio Rubén estaba viviendo en su natal República Dominicana, y realizaría sus llamadas desde ahí, pero a inicios del 2009, Rubén se mudó a Barcelona, España, convirtiéndose en residente permanente de ese país, de modo que las bromas son conducidas desde España. El nuevo alias de Rubén El Moreno para el show es Rubén El Gallego.

## Personajes de comedia
Luís Jiménez, que interpretaba todos los personajes en programas anteriores, hace varios personajes en segmentos de 15 minutos. Entre ellos están: Romeo, una parodia del exlíder del grupo Aventura; Caballo Ventura, macho muy sexual y fuerte,  que está enamorado de María Alma; El Chef Pipí, Una parodia del Chef Cubano y personalidad televisiva de Univisión  José Hernández, más conocido como el  Chef Pepín, siendo su masculinidad su rasgo más cuestionable; Goyito, un niño de la escuela, pero bromista mal hablado y Federico "Pedrito" Rivera Rodríguez, más conocido como Findingo,  un fumador de marihuana crónico con una fuerte contracción fonética.